# Palazzo Donn'Anna
Le palazzo Donn'Anna, situé au début de la via Posillipo, en bord de mer, est un des plus célèbres palais de Naples.

« Palazzo Donn'Anna n'est pas une ruine : il est seulement inachevé ! N'est-ce pas cela son charme ? »

— extrait du film Fuoco su di me.

## Histoire
Le nom du palais dérive d'Anna Carafa, épouse de Ramiro Núñez de Guzmán (es) vice-roi de Naples. Sa construction est confiée au plus important architecte de la cité de cette époque, Cosimo Fanzago, qui en 1642, conçut un plan inspiré des canons du baroque napolitain. Fanzago ne réussit pas à mener le palais à son terme à la suite du décès de Donn'Anna.
L'édifice  inachevé présente le spectaculaire charme d'une ruine antique confondue avec les vestiges des villas romaines qui caractérisent le littoral de Posillipo. À l'intérieur, se trouve également le remarquable théâtre, ouvert sur la mer, et qui offre une belle vue de Naples, siège de la Fondazione Culturale Ezio De Felice.
L'édifice (ou celui préexistant) est chargé de légendes. Selon la croyance populaire, le palais aurait été le lieu d'orgies et d'autres épisodes sordides, impliquant, entre autres, la reine Jeanne.

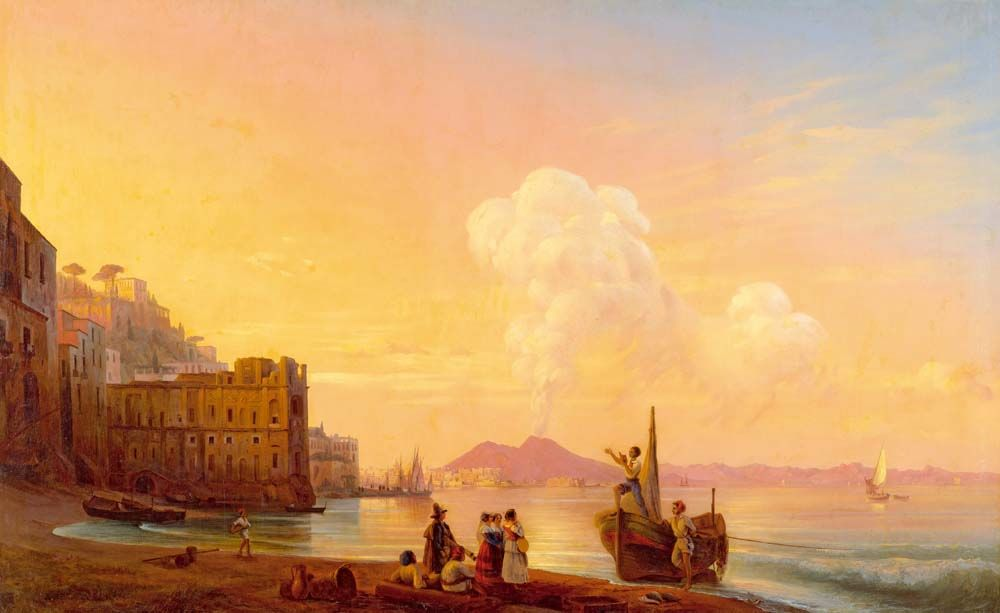
Huile sur toile de 1845

### Autres projets
- Palazzo Donn'Anna sur Commons